# Marbacher Zeitung
Die Marbacher Zeitung (MZ) ist eine in Marbach am Neckar erscheinende deutsche Tageszeitung. Ihr Verbreitungsgebiet erstreckt sich über das gesamte Bottwartal sowie Teile des Neckar- und des Murrtals, sie ist das amtliche Bekanntmachungsblatt für den Landkreis Ludwigsburg. Der Sitz der Gemeinschaftsredaktion Kreis Ludwigsburg und des Verlages ist am König-Wilhelm-Platz in Marbach. Leiterin der Lokalredaktion ist Karin Götz.

## Geschichte
Vorläufer der Marbacher Zeitung war das seit dem 18. August 1845 dreimal wöchentlich erschienene Oberamtsblatt der Schillerstadt, der Postillon. Dessen Verleger wechselte in den ersten Jahrzehnten gleich sechsmal: Friedrich Dürr (* 1803; † 1849) bis 1849, Christiane Barbara Dürr (* 1798; † 1862) bis 1852, Georg Heinrich Kostenbader (* 1842; † ?) bis 1857; Johann Philipp Gattinger (* 1818; † 1881) bis 1881, Heinrich Gattinger (* 1844; † 1891) bis 1891; Adolf Remppis (* 2. Dezember 1868 in Gaildorf; † 1926) bis 1926.
Seit dem 2. Januar 1925 trägt die Zeitung den Namen Marbacher Zeitung. Noch im gleichen Jahr wurde auf eine tägliche Erscheinungsweise umgestellt. 1926 gingen Verlag und Geschäftsführung an Hermann Remppis (* 8. Dezember 1898; † 6. August 1979) über. Kurz nach der Machtübernahme der Nationalsozialisten im Jahr 1933 musste sich die Zeitung der NS-Presse anschließen und 1941 ihr Erscheinen einstellen. Zwar durfte die Buchdruckerei 1947 ihre Tätigkeit wieder aufnehmen, aber erst 1949 konnte die Marbacher Zeitung wieder jeden Tag ihre Leser erreichen. Zu dieser Zeit bezog die Lokalzeitung ihren Mantel von der Zentralredaktion Süddeutscher Heimatzeitungen. Nach deren Auflösung wechselte die Marbacher Zeitung als Mantelpartner zum Südwestdeutschen Zeitungsverband, der sich vier Jahre später mit der Südwest Presse Ulm zusammentat. Unter der Geschäftsführung von Brigitte Altehoefer (* 11. September 1934 als Brigitte Remppis in Tübingen) und Helmut Keller (* 13. März 1935 in Lützelsachsen; † 6. Februar 2023) stellte die Marbacher Zeitung 1973 vom Berliner auf das Rheinische Format um. Gedruckt wurde bei den Stuttgarter Nachrichten, von wo seither der Mantel bezogen wird. Der Stuttgarter Zeitungs-Anzeigengemeinschaft trat der Verlag 1976 bei. Seitdem ließ er im Druckhaus Waiblingen drucken. 1999 wurde das neuerbaute Firmengebäude am König-Wilhelm-Platz 2 bezogen. Mit dem wirtschaftlichen Anschluss an den Partner Stuttgarter Nachrichten im Jahr 2003 ging die Geschäftsführung der Adolf Remppis Verlag GmbH + Co. KG auf Kai Keller (* 25. Mai 1963 in Stuttgart) über. Seit der Verschmelzung der Gesellschaft mit der Stuttgarter Nachrichten GmbH in 2022 liegt die Geschäftsführung bei Herbert Dachs.
Von Januar 2004 bis April 2023 wurde die Marbacher Zeitung im Pressehaus Druck, der größten Zeitungsdruckerei im süddeutschen Raum, gedruckt. Seit Mai 2023 wird sie im neuen Druckzentrum in Esslingen produziert. Seit 2005 erscheint die Marbacher Zeitung als Lokalausgabe der Stuttgarter Nachrichten.

## Auflage und Verbreitungsgebiet
Die Marbacher Zeitung hat wie die meisten deutschen Tageszeitungen in den vergangenen Jahren an Auflage eingebüßt.
| 1998 | 1999 | 2000 | 2001 | 2002 | 2003 | 2004 | 2005 | 2006 | 2007 | 2008 | 2009 | 2010 | 2011 | 2012 | 2013 | 2014 | 2015 | 2016 | 2017 | 2018 | 2019 | 2020 | 2021 | 2022 | 2023 | 2024 |
| ---- | ---- | ---- | ---- | ---- | ---- | ---- | ---- | ---- | ---- | ---- | ---- | ---- | ---- | ---- | ---- | ---- | ---- | ---- | ---- | ---- | ---- | ---- | ---- | ---- | ---- | ---- |
| 6179 | 6221 | 6234 | 6164 | 6051 | 6044 | 6007 | 8174 | 7820 | 7997 | 8064 | 8060 | 7963 | 7809 | 7683 | 7507 | 7317 | 7122 | 7052 | 6813 | 6695 | 6478 | 6443 | 6271 |      |      |      |

## Online-Auftritt und Soziale Medien
- Seit Februar 2013 ist die Marbacher Zeitung in facebook aktiv.
- Im August 2016 hat die Marbacher Zeitung ihren Online-Auftritt überarbeitet. Bilderstrecken und Videofilme ergänzen die Lokalnachrichten, Polizeiberichte und viele weitere Themenbereiche des seitherigen Angebots.
- Im November 2023 startete das Nachrichtenportal „Bei uns daheim“. Das Herzstück der Plattform ist ein Eingabetool, das es Vereinen, Kirchen und Stadtverwaltungen ermöglicht, ohne großen Aufwand ihre Informationen selbst einzustellen. Einzelne Inhalte und Auszüge des Portals erscheinen in der Print-Ausgabe der Zeitung.

## Weitere Produkte
Neben namhaften Weinerzeugern haben das Schillerhaus, das Schiller-Nationalmuseum, das Literaturmuseum sowie das Deutsche Literaturarchiv ihren Sitz in Marbach. Die Marbacher Zeitung ist zudem Mitorganisator der Messe Wein Lese Tage marbach + bottwartal und Namensgeber des mz3athlon. Außerdem erscheint im Verlag der Marbacher Stadtanzeiger.

## Trivia
- „Immer strebe zum Ganzen, und kannst Du selber kein Ganzes werden, als dienendes Glied schließ‘ an ein Ganzes dich an.“ Mit diesem Zitat Friedrich Schillers auf der Titelseite erschien am 18. August 1845 die Erstausgabe des „Postillon“, dem Vorgänger der Marbacher Zeitung.
- Die Marbacher Zeitung ist die einzige mit eigener Lokalredaktion vor Ort in Marbach.